# Son Ji-hyun
Dans ce nom coréen, le nom de famille, Nam, précède le nom personnel.
Son Ji-hyun (coréen : 남지현) née Nam Ji Hyun le 9 janvier 1990 à Séoul, est une chanteuse et danseuse sud-coréenne, occasionnellement actrice. Elle était la leader du girl group 4Minute, sous le label Cube Entertainment depuis 2009.

## Biographie
Elle a plusieurs surnoms, dont NamGee, Nam-GeeGee et NamJiji. Ji-hyun a fait ses études à l'Université Sangmyung, où elle a pratiqué la danse de ballet. Elle effectue par la suite un stage de deux ans à la JYP Entertainment, suivi de Cube Entertainment. Après avoir rejoint ce label, Nam Ji-hyun est choisie pour être la leader, chanteuse et danseuse principale du girl group 4Minute. Avant ses débuts avec le groupe, elle n'a jamais participé à des shows TV ou autres émissions.

## Carrière

### 4Minute
Cube Entertainment annonce en 2009 la création d'un nouveau girl group, avec comme leader Son Ji-hyun, et Kim Hyuna, ancien membre des Wonder Girls.
Leur premier single s'intitule Hot Issue et est sorti le 18 juin 2009, la promotion a duré jusqu'à août. Fin août 2009, elles sortent un mini-album, For Muzik, avec la chanson-titre For Muzik. 4Minute remporte en parallèle une récompense pour ce single. Peu de temps après la sortie de For Muzik, le groupe met en vente leur troisième single, What A Girl Wants.
Le 2 décembre 2009, le girl group fait un featuring avec le chanteur Mario pour noël, avec le single digital Jingle Jingle. Elles poursuivent ensuite avec un remix de la chanson Heard 'Em All de Amerie, présente dans son quatrième album asiatique.

### Activités en solo
Le 14 octobre 2010, elle apparaît brièvement dans le thriller Late Night FM avec Kim Hyuna.
Le 7 décembre 2010, Ji-hyun joue dans le drama sud-coréen It's Okay, Daddy's Girl, interprétant Shin Sun Hae, une étudiante en droit, sœur cadette de Shin Seon Do et amie de Hyuk Gi.
Le 14 février 2011, elle apparaît dans le clip de la chanson You Are the Best of My Life du chanteur Lee Hyun,.
À l'été 2011, Son Ji-hyun incarne Jang Soo Ah dans le drama d'MBC A Thousand Kisses. Elle interprète la petite sœur de Jang Woo Jin (joué par l'acteur Ryu Jin), une jeune adolescente réservée qui sait comprendre les adultes.
En juillet 2012, elle apparaît dans le clip de la chanson Love Virus de Seo Eunkwang et Yoo Sungeun du groupe BTOB.
En septembre 2012, Ji-hyun a été choisie pour jouer dans le drama The 3rd Hospital avec Oh Ji Ho, en interprétant le rôle d'une patiente. Par la suite, elle apparaît brièvement dans la série Ms Panda and Mr Hedgehog.

## Filmographie

### Films
| Année | Titre         | Rôle                  |
| ----- | ------------- | --------------------- |
| 2010  | Late Night FM | Une invitée en studio |

### Séries télévisées
| Année | Titre                                        | Chaîne        |       |
| ----- | -------------------------------------------- | ------------- | ----- |
| 2010  | It's okay, daddy's girl                      | SBS           |       |
| 2011  | A thousand kisses                            | MBC           |       |
| 2012  | Panda and Hedgehog                           | Channel A     | cameo |
| 2012  | The 3rd Hospital                             | tvN           | cameo |
| 2013  | Couple Clinic: Love and War 2 - Idol Special | KBS2          |       |
| 2013  | Monstar                                      | tvN           | cameo |
| 2014  | Marriage, Not Dating                         | tvN           | cameo |
| 2014  | Love Cells                                   | Naver TV cast |       |
| 2015  | The Girl who sees smells                     | SBS           | cameo |
| 2015  | She's 200 Years Old                          | Naver TV      |       |
| 2016  | Shopaolic King Louie                         | MBC           |       |
| 2016  | My Little Baby                               | MBC           |       |
| 2017  | Strongest Deliveryman                        | KBS2          |       |

## Apparition dans des clips
| Année | Chanson                     | Artiste(s) | Rôle      |
| ----- | --------------------------- | ---------- | --------- |
| 2011  | You Are the Best of My Life | Lee Hyun   | Elle-même |